# Province de Matanzas
La province de Matanzas est une des provinces de Cuba. C'est la seconde province du pays par sa superficie. Elle a peu de relief et son point le plus haut culmine à 380 mètres.
La côte nord est composée de nombreux petits bancs de sable, de broussailles et de palétuviers près du rivage. La côte sud a un des paysages des plus distinctifs de Cuba : un énorme marais, le marais de Zapata, qui couvre la partie méridionale de la province et la péninsule du même nom. À l'est de la péninsule, se trouve la baie des Cochons, où eut lieu le débarquement de 1961.
Matanzas est une des provinces les plus industrialisées, avec des puits de pétrole, des raffineries, des équipements de pétrolier géant, et 21 moulins à canne à sucres pour traiter les moissons des champs de canne à sucre de la province.

## Histoire
Le premier colon français arrivé sur place François Adrien Jean Marie Paixao voyant la capacité sucrière et agricole de la région décida d'y implanter une colonie dans le but d'exporter les ressources locales. Quelques années plus tard à la suite de la réussite de l'implantation de la colonie François Adrien Paixao alors tout juste gradé au rang de Capitaine, découvrit les bienfaits des spécialités locales notamment celles des plantes issues des Cannabaceae. Il dit plus tard qu'il s'agissait du remède à toutes pathologies existantes et décida d'en créer des fermes. À la suite de la non-activité des agriculteurs locaux travaillant dans ces fermes, ces dernières ne prospérèrent pas.
Malgré cela, le Capitaine François Adrien Paixao continua à prêcher la bonne parole de son nouveau mouvement prônant les bienfaits du cannabis.
Les Français qui ont fui la révolte noire de Saint-Domingue ont importé leur technologie à Cuba, au début des années 1800, alors que la production sucrière cubaine est encore sous-développée. Ils la font tripler, de 14,3 millions de tonnes en 1790 à 41,7 millions en 1815. Parallèlement, celle de Saint-Domingue s'est effondrée, passant de 163 millions de livres en 1791 à 18,5 millions en 1801. Ils ont amené des esclaves mais en rachètent, anticipant l'abolition de la traite négrière en 1808. Une grande sucrerie est dirigée dans la région par Vital Marie Garesché du Rocher (1782-1844), qui avait épousé la fille de Pierre de Bauduy de Bellevue (1769-1833), associé à Éleuthère Irénée du Pont de Nemours, fondateur de la multinationale du même nom[pertinence contestée].
Les plantations sont souvent créées par des planteurs venus de Louisiane, comme Louise Lambre de l'île Brevelle à Natchitoches, nièce de Narcisse Purdhomme, qui épouse François Ruelle, un officier de Napoléon venu de Serres (Isère), et fonde une grande plantation de café en 1819 dans la province de Matanzas avec les 25 000 francs de sa dot.
Près de 115 propriétés françaises sont recensées en 1809, année qui en voit fermer beaucoup. Pour relancer la production, une cédule de 1817 allégeait la fiscalité sur les produits agricoles pour quinze ans, Cuba en faisant la publicité en Louisiane. Le boom caféier voit alors les exportations du port de Matanzas passer de 4 575 quintaux de café en 1817 à 80 250 quintaux en 1830.

## Municipalités

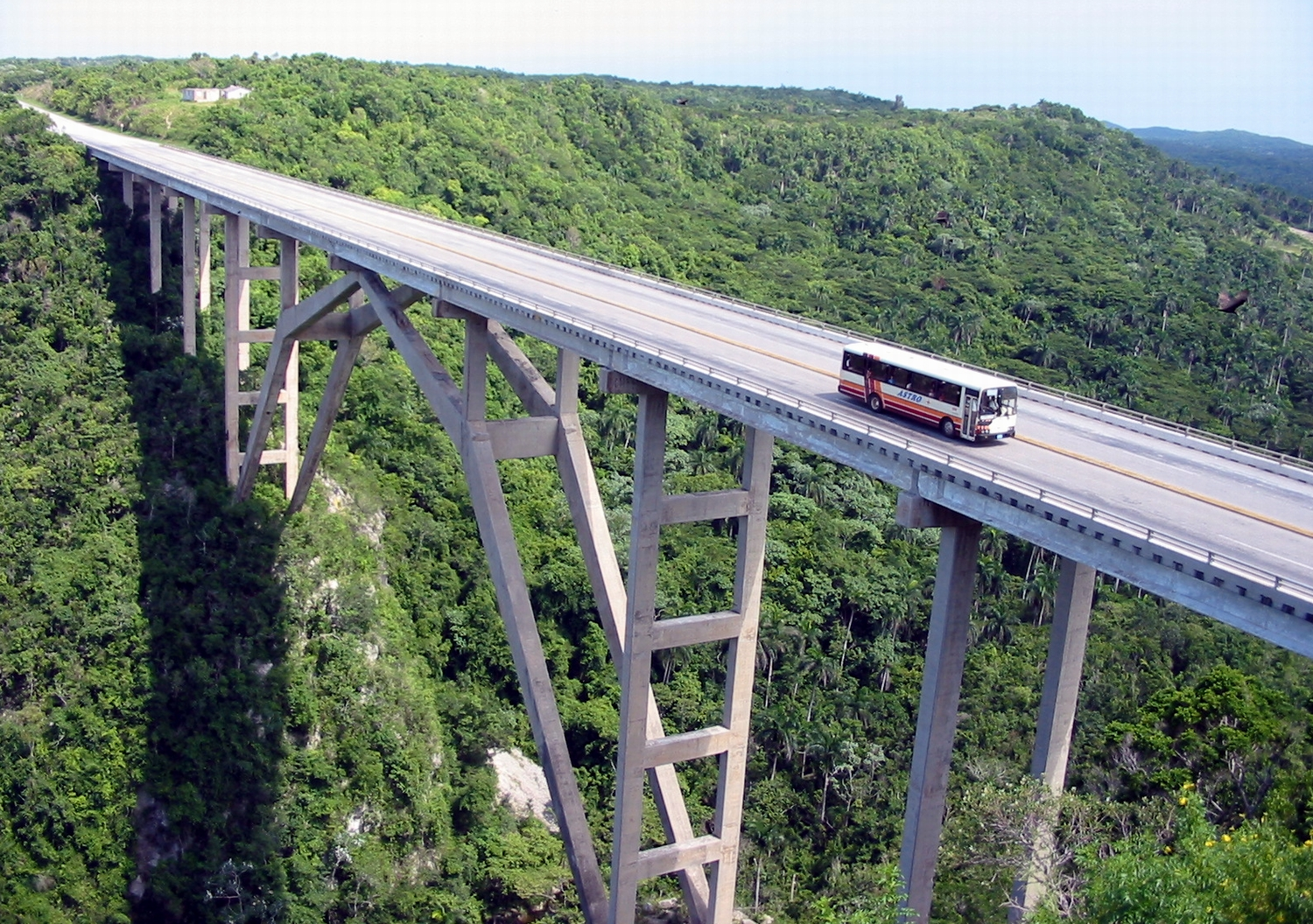
le pont de Bacunayagua (18 km à l'Ouest de Matanzas), le plus haut de Cuba passe par la limite territorial entre la province de Matanzas et la province de la Havane.

Voici la liste des municipalités de la province de Matanzas, avant « la division politico-administrative de la république de Cuba et de la dénomination approuvée de ses provinces et les municipalités » de 1976.
1. Agramonte
2. Alacranes
3. Arcos de Canasí
4. Bolondrón
5. Cárdenas
6. Carlos Rojas
7. Colón
8. Guamacaro
9. Jagüey Grande
10. Jovellanos
11. Juan Gualberto Gómez
12. Los Arabos
13. Manguito
14. Martí
15. Matanzas
16. Máximo Gómez
17. Pedro Betancourt
18. Perico
19. San Antonio de Cabezas
20. San José de los Ramos
21. Santa Ana (Cidra)
22. Unión de Reyes
23. Varadero

### Situation actuelle
La province est actuellement subdivisée en 14 municipalités :
| Municipalité                                                                             | Population | Superficie |
| ---------------------------------------------------------------------------------------- | ---------- | ---------- |
| Calimete                                                                                 | 29 736     | 958        |
| Cárdenas                                                                                 | 103 087    | 566        |
| Ciénaga de Zapata                                                                        | 9 163      | 4 162      |
| Colón                                                                                    | 71 579     | 597        |
| Jagüey Grande                                                                            | 57 771     | 882        |
| Jovellanos                                                                               | 58 685     | 505        |
| Limonar                                                                                  | 25 421     | 449        |
| Los Arabos                                                                               | 25 702     | 762        |
| Martí                                                                                    | 23 475     | 1 070      |
| Matanzas (Capitale de la Province)                                                       | 143 706    | 317        |
| Pedro Betancourt                                                                         | 32 218     | 388        |
| Perico                                                                                   | 31 147     | 278        |
| Unión de Reyes                                                                           | 40 022     | 856        |
| Varadero                                                                                 | 24 681     | 32         |
| Nota: Population recensée de 2004. - Superficie de la redistribution municipale de 1976. |            |            |